# 西港駅
西港駅（にしこうえき）は、かつて北海道釧路市西港1丁目にあった釧路開発埠頭西港線の貨物駅。

## 概要
釧路西港の開発に伴い、釧路東港の北埠頭駅付近にあった石油施設が駅周辺に移転、石油を輸送するために開設された。
ジャパンエナジー、日本石油、三菱石油、コスモ石油、出光興産の油槽所があり、航路で輸送されてきた石油を当駅より内陸の油槽所に発送していた。最盛期には1日タンク車100両以上を発送していた。しかし内陸の油槽所の閉鎖や1981年に国鉄石勝線が全通した影響で道央地区にある製油所から直接油槽所へ輸送する方式に改まったため輸送量が減少した（日本石油は室蘭市、出光興産は苫小牧市に製油所がある）。
その後も輸送量は減少し続け、最後まで残っていたジャパンエナジーの帯広駅（現在の帯広貨物駅）への輸送も1999年6月に廃止になり、貨物列車は全廃された。

## 歴史
- 1977年（昭和52年）12月1日：開業。
- 1999年（平成11年）
  - 6月：貨物列車の発着がなくなる。
  - 9月10日：廃止。

## 駅周辺
- JX日鉱日石エネルギー釧路西港油槽所
- 出光興産釧路油槽所
- 東西オイルターミナル（コスモ石油・JX日鉱日石エネルギーの合弁会社）釧路油槽所

## 駅跡
草むらになっている。

## 隣の駅
釧路開発埠頭
西港線
新富士駅 - 西港駅